# Radical 146
El radical 146, representado por el carácter Han 襾, es uno de los 214 radicales del diccionario de Kangxi. En mandarín estándar es llamado 襾部, (yà bù); en japonés es llamado 襾部, あぶ (abu), y en coreano 아 (a). En los textos occidentales es llamado radical «oeste» o radical «cubrir».
El radical «oeste» aparece siempre en la parte superior de los caracteres que clasifica, adoptando la forma variante 覀. Como ejemplo de ello están los caracteres 要 y 覂. Existe otra variante del radical 146: la forma 西, que es utilizada en chino y japonés para representar la palabra «oeste».

## Nombres populares
- Mandarín estándar: 西字頭, xī zì tóu, ‘carácter «oeste» en la parte superior’.
- Coreano: 덮을아부, deop eul a bu, ‘radical a-cubrir’.
- Japonés:　西（にし）, nishi, ‘oeste’.
- En occidente: radical «oeste», radical «cubrir».

## Galería
| Estilos antiguos                                 | Estilos antiguos                  | Estilos antiguos                        | Estilos antiguos                   | Estilos antiguos                   | Estilos empleados actualmente       | Estilos empleados actualmente  | Estilos empleados actualmente    | Estilos empleados actualmente   | Estilos empleados actualmente  |
|                                                  |                                   |                                         |                                    |                                    |                                     | 襾                             | 襾                               |                                 |                                |
| 甲骨文 jiǎgǔwén (escritura de huesos oraculares) | 金文 jīnwén (escritura de bronce) | 简帛 jiǎnbó (escritura de bambú y seda) | 篆文 zhuànwén (escritura de sello) | 篆文 zhuànwén (escritura de sello) | 隸書 lìshū (estilo de los escribas) | 楷書 kǎishū (estilo regular)   | 楷書 kǎishū (estilo regular)     | 行書 xǐngshū (estilo corriente) | 草書 cǎoshū (estilo de hierba) |
| 甲骨文 jiǎgǔwén (escritura de huesos oraculares) | 金文 jīnwén (escritura de bronce) | 简帛 jiǎnbó (escritura de bambú y seda) | 大篆 dàzhuàn (sello grande)        | 小篆 xiǎozhuàn (sello pequeño)     | 隸書 lìshū (estilo de los escribas) | 繁體／繁体 fántǐ (tradicional) | 简体／簡體 jiǎntǐ (simplificado) | 行書 xǐngshū (estilo corriente) | 草書 cǎoshū (estilo de hierba) |

## Caracteres con el radical 146
| trazos | carácter |
| ------ | -------- |
| + 0    | 襾 西 覀 |
| + 3    | 要       |
| + 5    | 覂       |
| + 6    | 覃 覄    |
| + 7    | 覅       |
| + 12   | 覆       |
| + 13   | 覇 覈    |
| + 17   | 覉       |
| + 19   | 覊       |